# Promachus leucopareus
Promachus leucopareus là một loài ruồi trong họ Asilidae. Promachus leucopareus được Wulp miêu tả năm 1872. Loài này phân bố ở miền Ấn Độ - Mã Lai.